# Sieben Meere
Als Sieben Meere oder Sieben Weltmeere wurden und werden verschiedene Gewässer bezeichnet.
Der noch heute gebräuchliche Ausdruck der Sieben Weltmeere umfasst die historisch für den Seehandel bedeutendsten Gewässer. Neben den drei Ozeanen (exklusive antarktischer Ozean) zählen die vier großen „Mittelmeere“ dazu: zu einem großen Teil von Land umschlossene Nebenmeere der Ozeane, die für den Seehandel so bedeutend sind/waren, dass sie in der Seefahrt als selbständige Meere betrachtet wurden. Die Sieben Weltmeere sind daher:
1. der Atlantische Ozean (Atlantik)
2. der Indische Ozean (Indik)
3. der Pazifische Ozean (Pazifik, Stiller Ozean oder Großer Ozean)
4. das Arktische Mittelmeer (Nordpolarmeer)
5. das Amerikanische Mittelmeer (Karibisches Meer und Golf von Mexiko)
6. das Australasiatische Mittelmeer (begrenzt von den Sunda-Inseln, Australien, Neuguinea, den Philippinen und dem asiatischen Festland)
7. das Europäische Mittelmeer

Jedoch finden sich je nach Zeit, Volk (Sichtweise) und Bedeutung jeweils andere Zusammenstellungen der „Sieben Meere“. Erstmals erwähnt wird der Begriff im alten Mesopotamien um 2.300 v. Chr. in einem Loblied der sumerischen Entu-Priesterin En-hedu-anna zu Ehren der Göttin Inanna.

## In der Antike
Der Begriff der Sieben Weltmeere existierte bereits in der Antike. Er taucht unter anderem in alten chinesischen, persischen und phönizischen Texten auf, wird aber immer auf verschiedene Seegebiete bezogen.
Je nach Quelle werden das Rote Meer, das Mittelmeer, der Persische Golf, das Schwarze Meer, das Adriatische Meer, das Kaspische Meer und der Indische Ozean genannt.
Die Griechen und Römer bezeichneten folgende Gewässer als Die Sieben Meere:
1. Ionisches Meer
2. Ligurisches Meer
3. Tyrrhenisches Meer
4. Adriatisches Meer
5. Ägäisches Meer
6. Schwarzes Meer
7. Mittelmeer

## Aus europäischer Sicht
Die Bezeichnung der Sieben Weltmeere wird aus europäischer Sicht, je nach Standpunkt bzw. Betrachtungsweise und historischer Bedeutung, neben den drei Ozeanen (Atlantik, Indik, Pazifik) in variierender Besetzung auf folgende Meere angewandt:
- Mittelmeer
- Nordsee
- Ostsee
- Kaspisches Meer
- Schwarzes Meer
- Karibisches Meer (oft bezeichnet als Karibik)
- Chinesisches Meer oder Gelbes Meer
- Persischer Golf oder Rotes Meer

Der Einfluss des europäischen Kulturkreises auf die Zusammenstellung dieser Liste wird besonders durch die Aufnahme des Mittelmeeres und der Nord- und/oder Ostsee in alle Interpretationen deutlich. (Das Mittelmeer ist immer in dieser Aufzählung enthalten, Nord- und Ostsee sind selten zusammen Teil der Aufzählung, aber eines der beiden kommt in europäischen Interpretationen immer vor. Des Weiteren ist das Rote Meer nie Teil dieser Aufzählung, wenn der Persische Golf Aufnahme findet und umgekehrt. Zudem gilt: wird das Chinesische Meer erwähnt, so entfällt das Gelbe Meer als Teil von diesem.)

## 1450–1650
Während der Zeit der Entdecker (1450–1650), führen einige die Sieben Weltmeere als die damals befahrenen Meere:
1. Atlantik
2. Nordpolarmeer
3. Indik
4. Pazifischer Ozean
5. das Mittelmeer
6. die Karibik
7. der Golf von Mexiko

## Die modernen sieben Weltmeere
Rudyard Kipling, Autor von Das Dschungelbuch, brachte 1896 die Gedichtsammlung Die sieben Meere heraus. Darin sind erwähnt:
1. das nördliche Eismeer
2. das südliche Eismeer
3. der Nordatlantik
4. der Südatlantik
5. der Nordpazifik
6. der Südpazifik
7. der Indische Ozean (Indik)

Mit dieser Einteilung werden landläufig die modernen Sieben Weltmeere unterschieden.

## Das Weltmeer
Der Begriff Weltmeer ist eine deutsche Übertragung von altgriechisch ὠκεανός Okeanos, deutsch ‚Ozean‘, „der die Erdscheibe umfließende Weltstrom“, Personifikation als antiker Gott Okeanos. Er wird als synonym für den Begriff Ozean verwendet.
Nach antiker Vorstellung umgab ein geschlossenes Gewässer alle Landmassen. Diese Landmassen schwammen in diesem Welt-Meer. Im Zuge der Entdeckungsreisen wurden weitere Weltmeere (z. B. Pazifischer Ozean) entdeckt. Somit wandelte sich die Vorstellung von dem einen Weltmeer zu „den“ Weltmeeren. Ebenso von dem Ozean zu den Ozeanen.
Versteht man unter den „sieben“ Weltmeeren „alle bekannten Meere“, so wandeln sich Bedeutsamkeit und Zugehörigkeit der jeweiligen Meere mit wachsendem geographischen Wissen. Daher wird der Begriff heute auf größere Meere bezogen, die sich voneinander nicht eindeutig abgrenzen lassen. Gemeint war und ist aber immer „das Weltmeer“, das alle Kontinente umschließt.